# M (film 2018 Zauberman)
M è un documentario del 2018 diretto da Yolande Zauberman vincitore del Premio speciale della giuria al Locarno Festival 2018.
Girato in yiddish, è ambientato a Bnei Brak, città vicino a Tel Aviv e capitale mondiale degli charedì, gli ebrei ultra-ortodossi, detti timorati di Dio.